# Gmina Melville (Iowa)

Położenie Gminy Melville w hrabstwie Audubon

Gmina Melville (ang. Melville Township) – gmina w USA, w stanie Iowa, w hrabstwie Audubon. Według danych z 2000 roku gmina miała 151 mieszkańców.